# Argenta (Estados Unidos)
Argenta es una villa ubicada en el condado de Macon en el estado estadounidense de Illinois. En el Censo de 2010 tenía una población de 947 habitantes y una densidad poblacional de 557,38 personas por km².

## Geografía
Argenta se encuentra ubicada en las coordenadas 39°59′7″N 88°49′13″O / 39.98528, -88.82028. Según la Oficina del Censo de los Estados Unidos, Argenta tiene una superficie total de 1.7 km², de la cual 1.7 km² corresponden a tierra firme y (0%) 0 km² es agua.

## Demografía
Según el censo de 2010, había 947 personas residiendo en Argenta. La densidad de población era de 557,38 hab./km². De los 947 habitantes, Argenta estaba compuesto por el 97.36% blancos, el 0.74% eran afroamericanos, el 0.21% eran amerindios, el 0.11% eran asiáticos, el 0% eran isleños del Pacífico, el 0% eran de otras razas y el 1.58% pertenecían a dos o más razas. Del total de la población el 0.42% eran hispanos o latinos de cualquier raza.